# Louis River (Geneva River)
Der Louis River ist ein Fluss im Parish Saint Patrick von Dominica.

## Geographie
Der Louis River entspringt an einem südlichen Ausläufer des Morne John aus dem gleichen Grundwasserleiter wie die benachbarte La Rivière Loggie und verläuft steil nach Süden. Er erhält zahlreiche kleine Zuflüsse und mündet bei Ma Warner von rechts und Westen in den Geneva River.